# Утяшева Ляйсан Альбертівна
Ляйсан Альбертівна Утяшева (башк. Ләйсән Альберт ҡыҙы Үтәшева, тат. Ләйсән Альберт кызы Үтәшева; нар. 28 червня 1985, Раєвський, Альшеєвський район, БаРСР, СРСР) — російська гімнастка, чемпіонка світу та Європи з художньої гімнастики, заслужений майстер спорту з художньої гімнастики, російська телеведуча

## Біографія
Народилася в родині Зульфії та Альберта Утяшевих. У своєму інтерв'ю сказала, що вона наполовину башкирка (по матері), також має у жилах татарську, польську та російську кров (по батькові). Вихрестилася з ісламу на православ'я. У 1989 році сім'я переїхала до Волгограда. У віці 4 років її побачила Надія Касьянова (пізніше стала її першим тренером з гімнастики), яка була вражена незвичайною гнучкістю суглобів дівчинки. Спочатку батьки не хотіли віддавити її у травматичний спорт, але не змогли відмовити дочці займатися гімнастикою.
У віці 12 років, разом із батьками, переїхала до Москви, де тренувалася під керівництвом Алли Яніни та Оксани Скалдіної. У 1999 році отримала звання майстра спорту. У 2000 році отримала срібло у турнірі пам'яті Оксани Костіни. У 2001 році поїхала до Берліна, на Кубок світу, та перемогла в шести дисциплінах. Стала срібною призеркою на Всесвітніх іграх в Акіті з обручем, стрічкою, м'ячем та булавами. Спортсменка отримала звання майстра спорту міжнародного класу. У цьому ж році стала золотим призером Чемпіонату світу в Мадриді. У 2002 році її тренерами стали Ірина Вінер та Віра Шаталіна. Після другого місця на міжнародному турнірі в Словенії, у травні стала переможницею неофіційного чемпіонату світу у Франції, у місті Корбей-Есон. У червні цього ж року перемогла на Юнацьких іграх у Москві в багатоборстві та в трьох видах (скакалка, м'яч, булава).

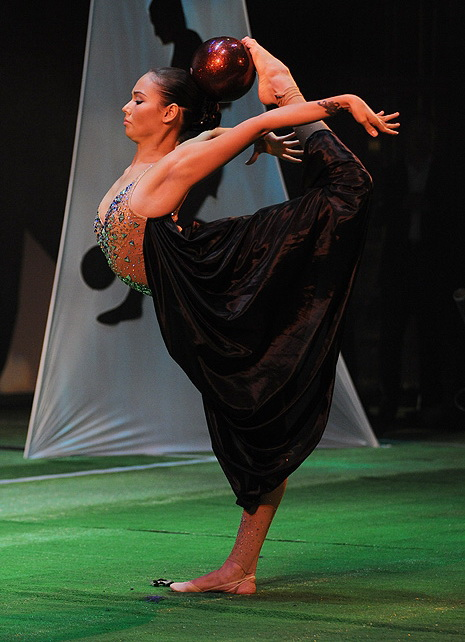
Ляйсан Утяшева в гала-концерті 2010 року

У вересні 2002 року на показових виступах у Самарі, через невдале приземлення на погано приготовлені мати, пошкодила ступню. Після обстеження травму не було виявлено, але спортсменка скаржилась на біль в ногах. Повторне обстеження також нічого не показало, що стало причиною пліток, що гімнастка симулює травму. Цього ж року після етапу Кубка світу Вінер сприяла для обстеження гімнастки у клініці в Німеччині. Після магнітно-резонансної топографії Ляйсан поставили діагноз переломи човноподібної кістки однієї ноги і розходження, через постійне перенесення навантаження, кісток ступні іншої ноги. Через несвоєчасне діагностування Утяшева могла не тільки закінчити кар'єру, а навіть перестати ходити. Але після декількох операцій, виконаних російськими хірургами, Ляйсан змогла повернутися у спорт.
У 2004 році вона виступила на Чемпіонаті світу в Києві, отримавши золото. Утяшева думала закінчити кар'єру після Пекінської олімпіади, але порадившись із Вінер у квітні 2006 року залишила спорт. Після завершення кар'єри Утяшева стала співведучою передачі «Головна дорога» на каналі НТВ та ведучою «Фітнес із зірками» на телеканалі «Живи». У травні 2007 року дебютувала із сольною партією в балеті «Болеро» в театрі «Нова Опера».
У серпні 2008 Утяшева представила свій автобіографічний роман «Незломлена» (рос. «Несломленная») (ISBN 978-5-386-00831-4). У листопаді 2009 року відбулася прем'єра танцювального шоу Утяшевої «Знак нескінченності». З 2010 року, у програмі телеканалу НТВ «НТВ зранку» веде традиційну для ранкових програм рубрику, присвячену ранкової гімнастики. На телеканалі «Спорт-Плюс» Ляйсан веде програму «Особистий тренер». З 15 жовтня 2011 року на телеканалі НТВ стартувала авторська програма Ляйсан — «Академія краси з Ляйсан Утяшева».
14 березня 2012 року, від серцевого нападу, померла мати спортсменки — Зульфія Утяшева (у віці 47 років)..
22 березня 2012 року стартувала нова програма «Кафе Романтика» на радіо Romantika. Щочетверга Утяшева запрошує в «Кафе Романтика» відомих музикантів, акторів, модельєрів і спортсменів, щоб за чашкою кави поговорити про романтику і дізнатися, що хвилює героїв програми, чим вони живуть, про що мріють і до чого прагнуть. Також цього року Ляйсан виконала одну з ролей у серіалі «Чемпіонки». З 23 серпня 2014 року — ведуча програми «Танці» на каналі ТНТ. 14 лютого 2015 року вийшов її спільний кліп зі співачкою Йолка на пісню «Я тебе буду чекати» з альбому «Крапки розставлено».

### Особисте життя
У вересні 2012 року вийшла заміж за актора і шоумена Павла Волю. 14 травня 2013 року в Маямі народила сина, якого назвали Роберт, а 6 травня 2015 народила дочку Софію.
У жовтні 2012 року преса повідомила про судово-майнову суперечку між Утяшевою та її колишнім коханим, 34-річним бізнесменом Валерієм Ломадзе, з яким Ляйсан познайомилася у 2010 році. Предметом спору, за даними ЗМІ, стали грошові кошти і автомобіль-позашляховик BMW X6. Після розгляду в судах, що тривали з 2012 по 2014 рік, Утяшева врегулювала фінансовий конфлікт із Ломадзе.